# Åke Brunsson
Nils Åke Brunsson, född den 21 augusti 1916 i Ystad, död den 8 november 1988 i Göteborg, var en svensk jurist och företagsledare. Han var son till Nils Brunsson.
Brunsson avlade studentexamen i Uppsala 1937 och juris kandidatexamen vid Uppsala universitet 1944. Han var amanuens i fortifikationsförvaltningen och försvarets civilförvaltning 1944–1947 och sekreterare i Industrikommissionen och Handels- och industrikommissionen 1947–1952. Brunsson var verkställande direktör för Larsson, Seaton & Co i Göteborg 1952–1972, Ratos International Services 1971–1974 och Svensk-polska handelskammaren från 1974. Han blev riddare av Vasaorden 1967. Brunsson vilar i en familjegrav på Torps kyrkogård i Dalsland.